# Canaletto
Canaletto (7 d'octubre de 1697 - 19 d'abril de 1768), fou el pintor de Venècia per excel·lència, la ciutat cosmopolita que el segle xviii, quan Giovanni Antonio Canal, el seu veritable nom, va pintar els seus canals, places i edificis, vivia en plena esplendor cultural i artística i atreia no solament negociants, sinó també intel·lectuals i turistes desitjosos de gaudir aquell moment. Tanmateix, la Venècia que Canaletto va portar als seus quadres no és la minuciosa representació topogràfica de la ciutat, sinó producte de la seva imaginació, tant quan pintava els seus capricis com en les vedute (vistes). L'artista no dubtava de canviar les proporcions d'edificis, traslladar-los de lloc, inventar-los, unir punts de vista i llums diferents en una mateixa tela o modificar els meandres del Gran Canal.
Era fill del pintor Bernardo Canal i el seu nebot, Bernardo Bellotto de vegades va usar el pseudònim de Canaletto en la seva pròpia carrera.

## Primers temps

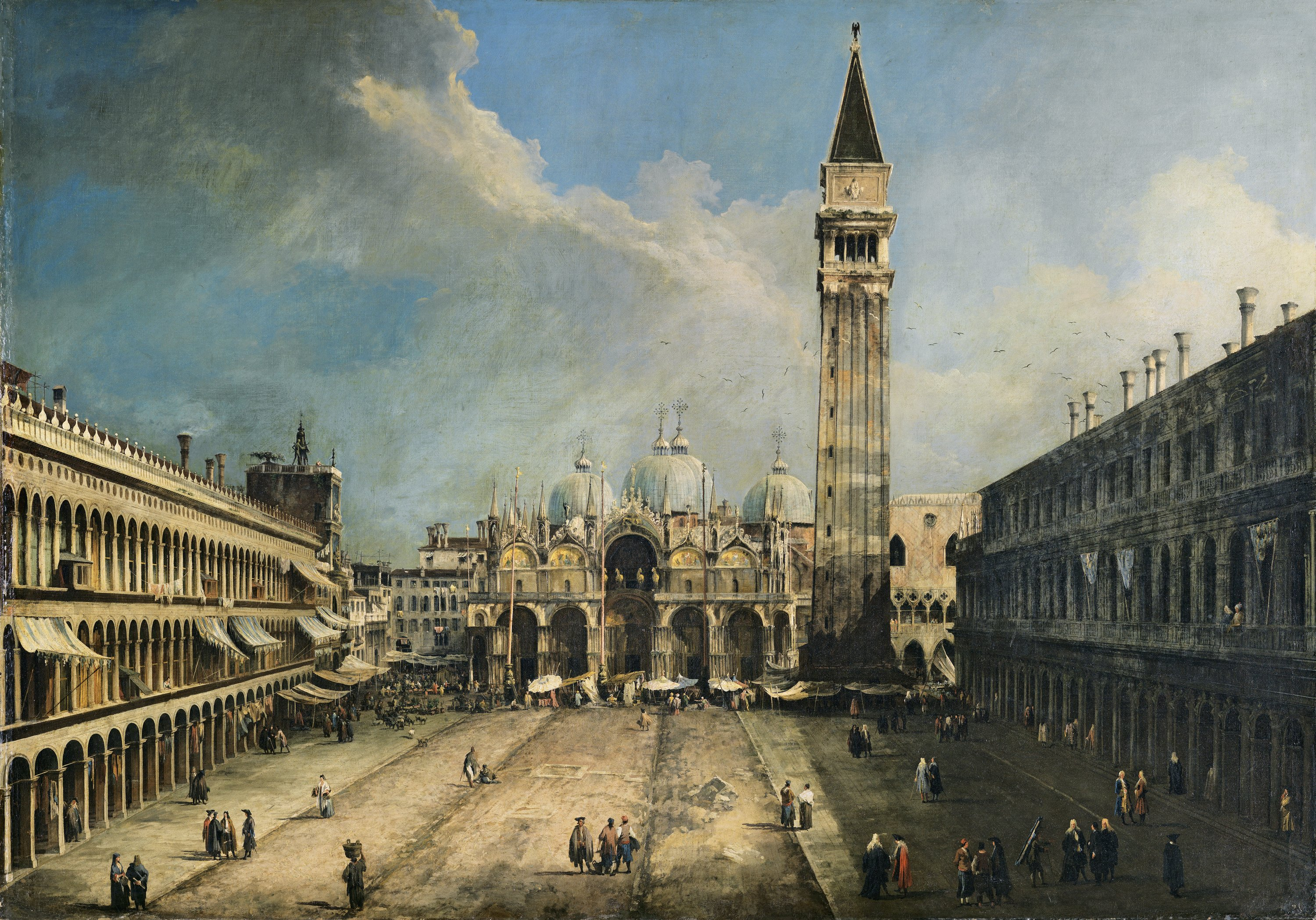
La plaça de San Marco de Venècia vers la basílica, anterior a 1723 i un dels seus primers quadres de la plaça

El retorn del Bucentaure el dia de l'Ascensió. Quadre de Canaletto al MNAC.

De la vida de Canaletto, un dels més grans venecians d'aquella època, se sap poc. Queden alguns xafardeigs dels seus contemporanis vessats en cartes i diaris, la correspondència comercial dels seus agents, un parell de rebuts per treballs realitzats i, si s'exceptua la seva obra, gairebé res més. Canaletto no es va casar ni va tenir fills.
Neix a Venècia, República de Venècia, al si d'una família formada per Bernardo i Artemisia Barbieri. El 1716 a l'edat de dinou anys comença a treballar com a aprenent del seu pare junt amb el seu germà. El pare, Bernardo, treballava com a escenògraf teatral en les quals pintava amplis decorats per a les representacions. Sota aquesta primerenca influència, l'artista comença a familiaritzar-se amb grans paisatges urbans com Luca Carlevarijs (1663-1730) o Viviano Codazzi. El paisatge venecià no feia gaire temps que havia començat a perfilar-se gràcies a l'obra de Carlevarijs, al repertori d'imatges del qual l'artista va saber arribar de vegades. Però si el gran mèrit del friülès havia estat el de concentrar l'atenció en alguns aspectes de la ciutat bo i elevant-los a llocs simbòlics -la dàrsena de San Marco, el Palau Ducal, l'embocadura del Canal Gran, la plaça de San Marco, la Piazzetta-, Canaletto es va servir d'aquells exemples -com també de moltes altres fonts- per formar el seu propi repertori de llocs, organitzat amb una coherència i una poesia incomparables amb els prototips.
Tres anys després de començar a treballar amb el seu pare, el 1719 es desplaça amb el seu pare a Roma per pintar durant un any les decoracions de les òperes de Scarlatti. Aquest viatge resultaria crucial en la seva vida, ja que coneix l'obra de Giovanni Paolo Pannini, un gran pintor de l'època, seguidor del corrent vedutista, especialitzat en grans paisatges i ruïnes clàssiques. Durant l'estada a Roma es relaciona amb diferents paisatgistes i comença a pintar escenes urbanes.

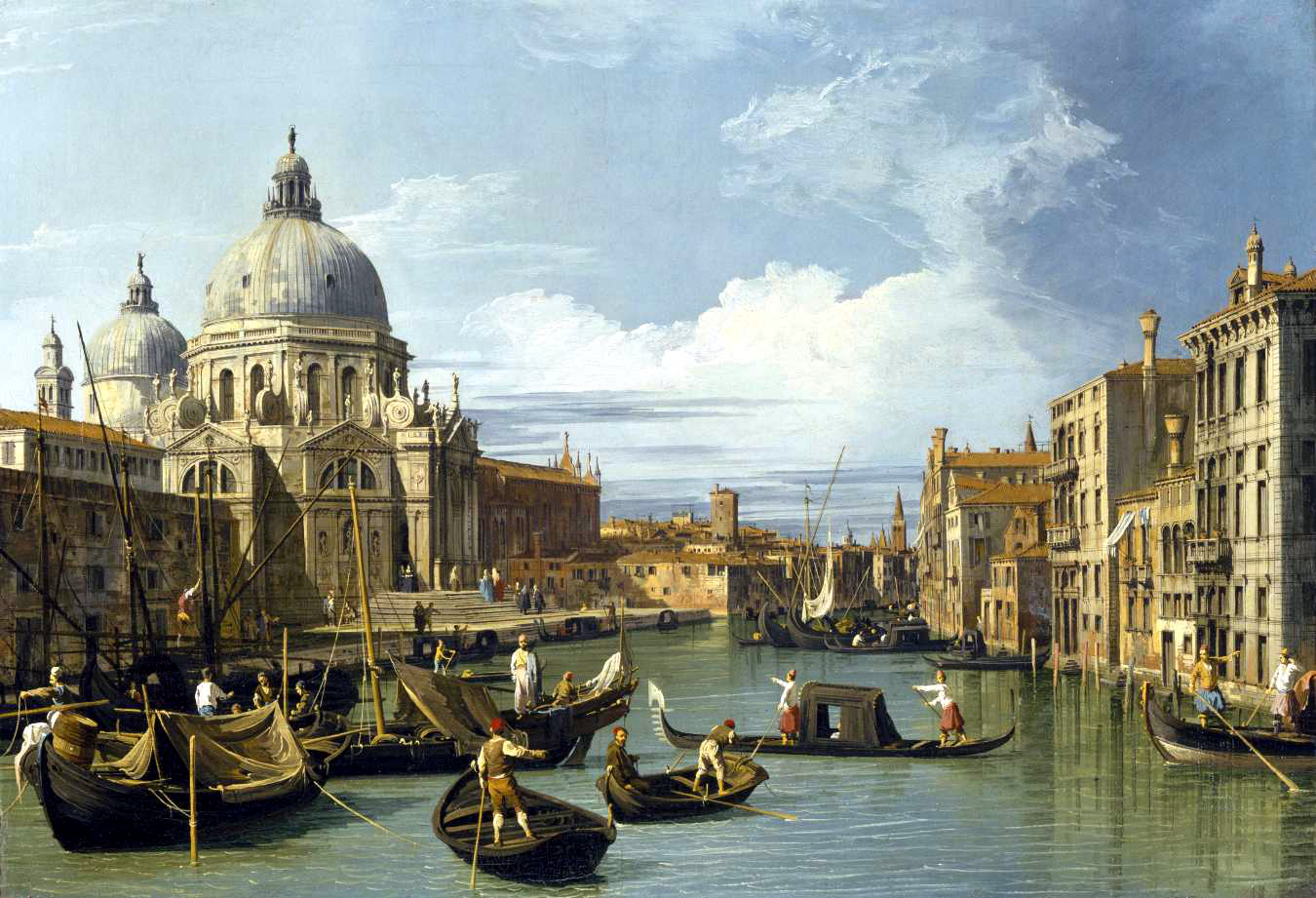
El gran canal, Venècia (c. 1730), Museum of Fine Arts, Houston. Un dels seus primers quadres

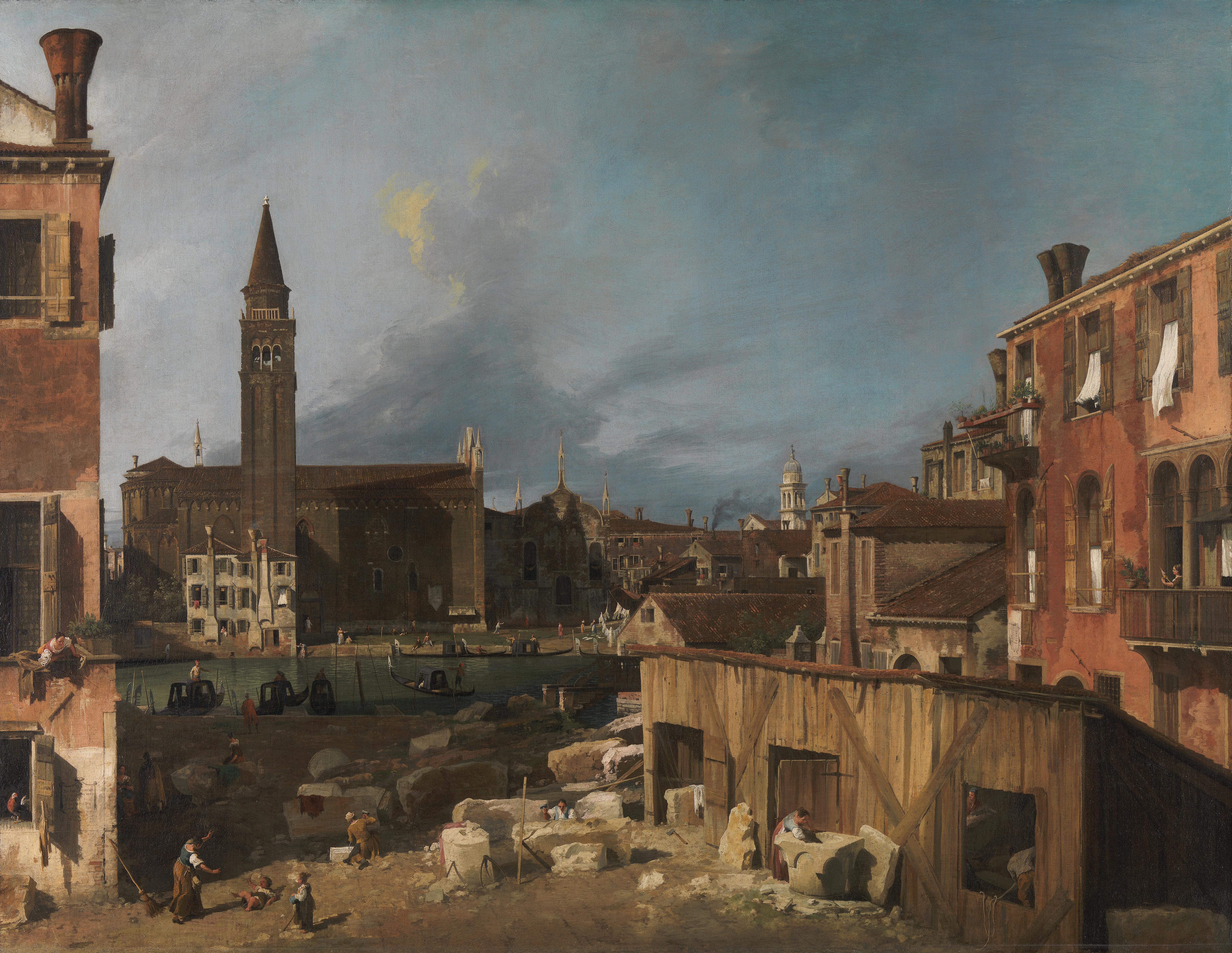
L'església de la Caritat des dels tallers de marbre de San Vitale (1727-28), National Gallery de Londres

Finalitzat el treball a Roma, torna a Venècia el 1720 i es registra en el gremi de pintors de Venècia al qual pertanyerà fins a 1767. En aquest moment la tècnica pictòrica de Canaletto se centra en forts contrasts de llum, així com en una tècnica directa sense l'ús d'esbossos previs preparatoris del quadre final. La seva tècnica també comprèn l'acabat del treball in situ i no dins de l'estudi com era costum en aquella època, usant la cambra fosca per a l'enquadrament dels paisatges, així com una pinzellada gruixuda que atorga al quadre una sensació d'humitat.
Les seves primeres obres daten de la dècada de 1720 a 1730, i rep els seus primers encàrrecs de Stefano Conti i de Josef Wenzel I, príncep de Liechtenstein. Entre 1727 i 1729 el gravador i expert artístic Anton Maria Zanetti el vell va ser el seu agent, intervenint en la seva producció artística: no sols li encomanà quadres, si no que també intervingué en l’elecció de temes, composicions i fins i tot assumí la responsabilitat sobre la qualitat i el nivell d’acabat de quadres. De fet, Zanetti va intervenir decisivament en la creació de la col·lecció de Canaletto de Josef Wenzel I. En aquella època també començà a entaular amistat amb qui serà el seu major client, mecenes i ambaixador de la seva obra, Joseph Smith, cònsol anglès a la república de Venècia. Los treballs d'aquesta època són considerats per molts com els millors com L'església de la Caritat des dels tallers de marbre de San Vitale (1727-1738, Londres, National Gallery).
Els quadres de Canaletro anteriors a 1730 s'assemblen als de Carlevarijs; sovint són molt grans (al voltant de dos metres de longitud) i molt escènics, però a diferència dels quadres de Carlevarijs, estan plens de calor, llum, elements atmosfèrics i autèntica vida. La seva Vista de la plaça de San Marcos cap a l'est, pintada amb tota probabilitat per al príncep de Liechtenstein, no és una típica panoràmica per a turistes. Menys concessions feia encara en un altre quadre per al príncip, Rio dei Mendicanti cap al sud, que mostra una part de Venècia rares vegades visitada pels turistes: el canal limita a la seva esquerra amb la façana clivellada d'una església, mentre que a la dreta els miserables edificis desordenats estan plens de xemeneies i de roba blanca estesa. Un cec camina i s'obre pas amb el seu bastó al llarg de la paret de l'església. El quadre mostra també que Canaletro estava sempre disposat a modificar la realitat per millorar la seva obra; en aquest cas, allarga la façana perquè el canal semblés més gran del que és.
Entre els anys 1740 i 1741 realitza un viatge pel riu Brenta durant el qual crea nombroses pintures. En aquesta dècada de 1740 comença a variar la seva tècnica i comença a usar una pinzellada més imprecisa. Els seus colors deixen de ser foscos i comença a utilitzar la llum, els daurats, vermells i altres colors vius que doten al quadre de gran lluminositat.

## Època anglesa

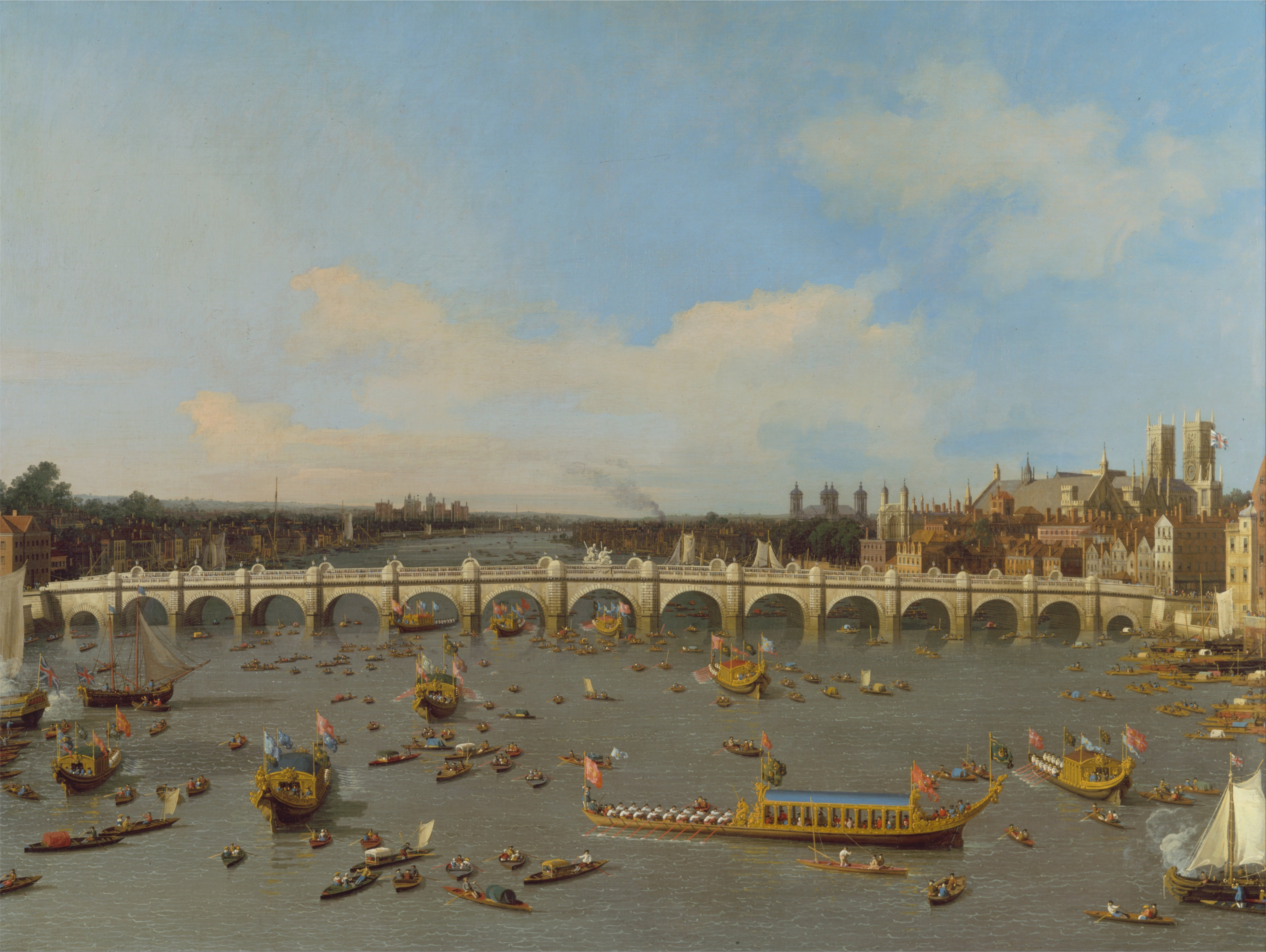
El primer pont de Westminster tal com el va pintar Canaletto el 1746.

El 1746 Canaletto es trasllada a Anglaterra per començar a treballar en aquest país fins a la seva tornada a Venècia el 1755. El seu trasllat es veu forçat en part per la guerra de successió austríaca que fa que els visitants anglesos, principals clients de Canaletto que adquirien els seus quadres com a record dins del denominat Grand Tour, no visitin Venècia.
La seva arribada va coincidir amb la conclusió dels treballs del nou pont de Westminster, un esdeveniment de gran importància en la vida dels londinencs. Un dels contractistes del pont era sir Hugh Smithson, que li va demanar a Canaletto que pintés una vista de Londres a través d'una de les arcades. En el quadre, el pont no està acabat: encara pot veure's la cintra de fusta i una galleda penjant de l'arc. A continuació va realitzar altres quadres de Londres i la campanya anglesa amb encàrrecs de diversos nobles que també volien quadres de les seves mansions i castells.
Amb l'excepció d'un breu viatge a Venècia el 1750, Canaletto va romandre a Londres nou mesos. En general el treball d'aquest període perd qualitat, perdent fluïdesa i la seva tècnica es converteix en mecànica. Les dificultats per trobar clientela el van obligar en dues ocasions a posar un anunci als diaris sol·licitant encàrrecs. Hi va haver un moment en què fins i tot va córrer la veu que no era l'autèntic Canaletto, sinó un impostor. Per aquest motiu, l'artista es va veure obligat a realitzar demostracions públiques de pintura per desmentir aquestes acusacions, tanmateix la seva reputació mai més no es va recuperar en vida.

## Retorn a Venècia
Les coses no li van ser millor a Venècia, on va tornar el 1755 ja gairebé amb seixanta anys. Els quadres dels seus últims anys són l'obra d'un home cansat i desil·lusionat, però encara capaç de tenir llampades de geni. A mesura que avançaven les modes artístiques, el seu meticulós estil
va ser relegat per les vistes de caràcter impressionista i més lliures de Francesco Guardi (1712-1793).
Les de l'ancià artista ja no eren les qualificades i enlluernadores vistes de la seva joventut; el punt de vista se situava ara al nivell del carrer i per primera vegada s'intuïa la presència del pintor a la plaça.

## La cambra fosca
El Museu Correr de Venècia compta, dins de la seva col·lecció, amb una càmera fosca sota la inscripció “A. Canal”. Aquest nom porta a intuir que la caixa òptica podria haver sigut propietat de Giovanni A. Canal, conegut com a pintor amb el nom de Canaletto. Aquesta càmera fosca present al museu podria haver sigut “una de les nombroses i de diverses classes que va fer servir” (Puppi, 1981, pàgina 8). Philip Steadman descrivia una d’aquestes càmeres fosques del pintor venecià com una caixa tancada amb una pantalla translúcida externa. Aquestes, exposava, haurien sigut utilitzades també pel retratista anglès Sir. Joshua Reynolds i s'haurien fabricat en grans quantitats durant els segles XVIII i XIX. De fet, segons L. Wright, al Museu de la Ciència de Londres hi ha una càmera fosca que es plega i converteix en llibre que es creu que va ser propietat de Reynolds (Fernando Fraga 2013, p. 67). Bernard Aikema i Boudewijn Bakker, a “Painter of Venice: The Story of the Venetian ‘Veduta’” (Univ of Washington Pr, 1969), comparaven la càmera fosca usada per Canaletto amb el funcionament d’una càmera reflex moderna. La imatge, exposaven, que entraria a la caixa fosca a través d’una lent, seria projectada a un paper de vidre esmerilat, prou gran per permetre a l’artista traçar un esbós en un paper.
El mètode de treball de Canaletto podria ser valorat, de manera anacrònica, com un treball de “fotomuntatge” o “d’edició de capes”. Durant el procés de treball, el pintor venecià solia generar diversos apunts al natural d’un mateix espai per mitjà de la càmera fosca. Un testimoni del doctor John Hinchliffe, datat l’any 1760, informa haver vist al pintor “fent un dibuix del campanar a la Plaça Sant Marco” (Morassi, 1955, pg. 350) Anton M. Zanetti, artista i crític d’art venecià contemporani de Canaletto, va publicar el tractat “Della pittura veneziana” l’any 1771, en el qual exposava que era el mateix Canaletto qui anomenava als esbossos fets amb la càmera fosca com a scarabatti (guixots), dels quals encara es conserven alguns, com ara “Campo di SS. Giovanni e Paolo” (1785). Ara bé, aquests “guixots” eren només un punt de partida pel pintor. Un cop al seu estudi, realitzava una conjunció dels diferents esbossos i una sèrie de complexes operacions per tal de crear l’obra final. Canaletto, com la majoria de pintors vedutistes, no temia variar lleugerament la realitat per tal d’aconseguir el resultat desitjat. La càmera fosca era, doncs, una eina útil per a localitzar motius, reproduir la representació espacial de l’arquitectura o observar vistes inusualment amples, però no donava el resultat final que podem observar als quadres de Canaletto.
Ara bé, l’ús de la càmera fosca de pintors de fa segles és una idea controvertida que molts estudiosos neguen. Un exemple d’això és la crítica a la qual s'ha vist sotmès el pintor David Hockney, fidel defensor d’aquesta idea. En el seu llibre “El coneixement secret: Redescobrint les tècniques perdudes dels vells mestres” (Destino, 2001), i una posterior conferència a Nova York el desembre del mateix any, presentava, entre d'altres, el seu màxim argument: allò que ell anomena la “prova visual” (visual proof). Encara que els documents d’anàlisis de les pintures puguin ser falsificats, els judicis crítics derivats d’aquests estudis no, afirmava. Les evidències visuals que presenta, entre d'altres, es basen en desproporcions, desviacions del punt de fuga o representacions perfectes. El físic David G. Stork, present a la conferència de Nova York, va exposar una sèrie de vuit arguments des del punt de vista tècnic en contra de les teories d’Hockney. Aquesta llista està extreta de manera textual de la revista EGA (Fernando Fraga 2013, p. 250):
1. Habilitat de l’artista: Segons Stork, es considera provat per nombrosos artistes contemporanis que són possibles alts nivells de realisme sense ajuda òptica.
2. Òptica al Renaixement: la qualitat dels miralls i lents del període anterior a 1550 qüestionen la viabilitat de la teoria d’Hockney.
3. Distorsió òptica: Stork va analitzar les imatges utilitzades per Falcó i Hockney i va arribar a la conclusió que no demostrava el tipus de distorsió òptica que els miralls corbs o les lents convergents causarien.
4. Projecció de la imatge: Els mitjans òptics de l’època eren incompatibles amb la projecció d’imatges
5. Asimetries: Stork prova amb catifes turques que l’asimetria és general en aquest tipus de catifes, i, per tant, no es pot mostrar com a prova de res.
6. Contradiccions: Evident pel que fa al desenfocament de les lents.
7. Il·luminació: Seria necessària la llum del sol.
8. Falta de documentació i referències: Aquesta última, compartida i sostinguda per la majoria de professors, historiadors de l’art i investigadors, és sense dubte la crítica més contundent en contra de les suposicions d’Hockney. S'ha d’admetre que la documentació aportada al seu llibre és incompleta i millorable pel que fa a ressenyes referides d’estudis anteriors sobre l’ús d’instruments, i en particular –com apuntava Cabezas en un article publicat en el núm. 9 d’aquesta revista (vegeu referència) (Cabezas 2004, p. 39) i ha tornat a recordar recentment Baldrich (Gentil Baldrich 2011, p. 251)–, al treball d'Svetlana Alpers “L’art de descriure. L’art holandès del segle XVII” (1983).[13]

## Obra
- Les rescloses de Dolo, 1728 ?, oli sobre tela, 80 × 95,3 cm, Staatsgalerie, Stuttgart
- Regata al Gran Canal, 1733-1734, oli sobre tela, 77,2 × 125,7 cm, The Royal Collection, Londres
- Riva degli Schiavoni, 1724-1730, oli sobre tela, 46 × 62,5 cm, Kunsthistorisches Museum, Viena